# Bazopenia
Bazopenia (bazocytopenia) – stan hematologiczny polegający na zmniejszeniu się liczby granulocytów zasadochłonnych poniżej 100/μl. Bazopenia jest trudna do wykrycia w cytometrii przepływowej, ponieważ prawidłowa liczba bazofili jest także bardzo niska (100-300 μl).
Przyczyny:
- gorączka reumatyczna
- zapalenie płuc o ciężkim przebiegu
- pokrzywka[2][3][4]
- nadczynność kory nadnerczy
- nadczynność tarczycy
- polekowe (terapia glikokortykosteroidami, progesteronem)
- chroniczny stres

Sugeruje się, że bazopenia we krwi obwodowej może być także wskaźnikiem owulacji.